# Browning M1919
A Browning M1919 é uma metralhadora de fabricação americana, calibre .30, cartucho .30-06 Springfield, que foi muito utilizada durante o século XX, especialmente durante a Segunda Guerra Mundial, a Guerra da Coreia e a Guerra do Vietnã. O M1919 serve como uma metralhadora leve de infantaria, coaxial, montada, aeronave e antiaérea pelos EUA e por muitos outros países.
O surgimento de metralhadoras de uso geral na década de 1950 levou o M1919 a papéis secundários em muitos casos, especialmente após a chegada da M60 ao serviço do Exército dos EUA. A Marinha dos Estados Unidos também converteu muitos para 7,62 mm NATO, e designou-os Mk 21 Mod 0; eles eram comumente usados em embarcações fluviais nas décadas de 1960 e 1970 no Vietnã. Muitos países da OTAN também converteram seus exemplares para 7,62, e estes permaneceram em serviço até os anos 90, e até os dias atuais em alguns países.
Uma conversão similar da Browning M1917 também produziu a maior metralhadora M2, usando os mesmos princípios e disposição básicos de operação, mas disparando a muito mais poderosa munição de calibre 12,7x99 mm NATO.

## Operação

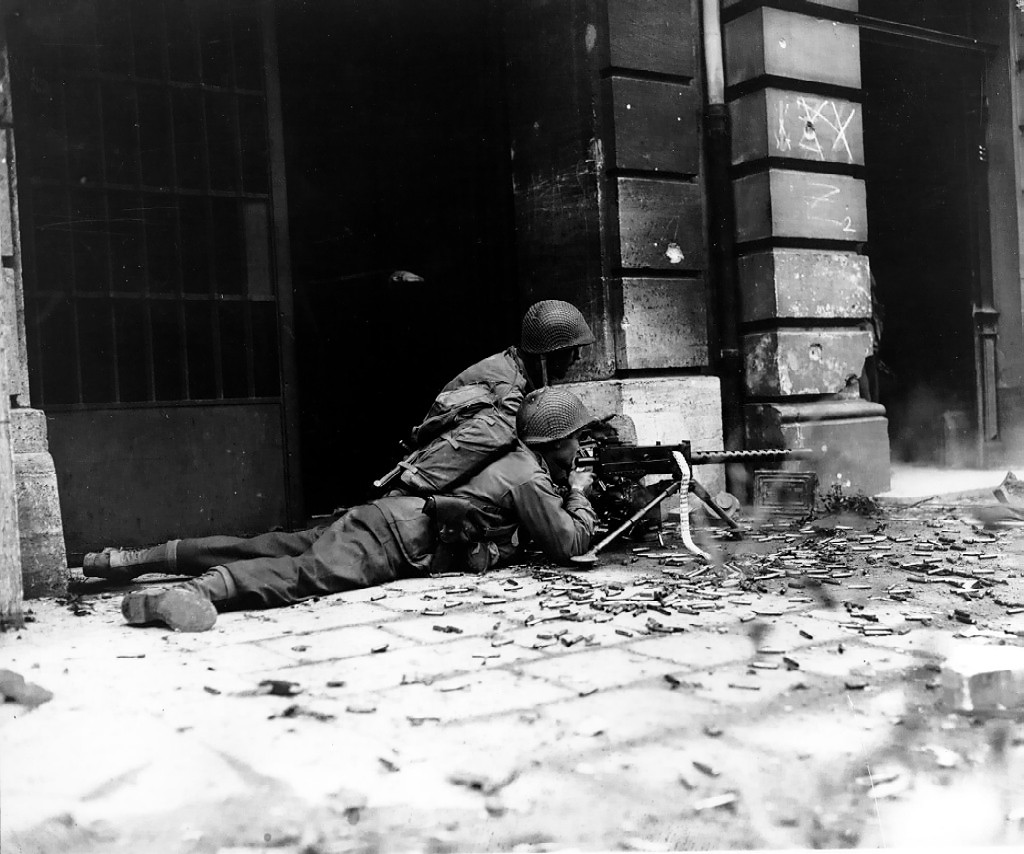
Soldados dos EUA disparam um M1919A4 em Aachen

A M1919 era refrigerada a ar, pois era uma evolução da Browning M1917, que era refrigerada a água e por isso muito pesada.
A M1919 é uma arma de múltiplas utilidades, usada tanto como metralhadora pesada padrão pela infantaria (muito usada pelo Exercito Americano), como no armamento de tanques e da aviação. Houve uma versão fuzil-metralhadora, que não foi tão bem sucedida.
A M1919 foi usada na maioria das guerras envolvendo os Estados Unidos no século XX e XXI como:
- Segunda Guerra Mundial;
- Guerra da Coreia; etc.

## Uso operacional

### Infantaria

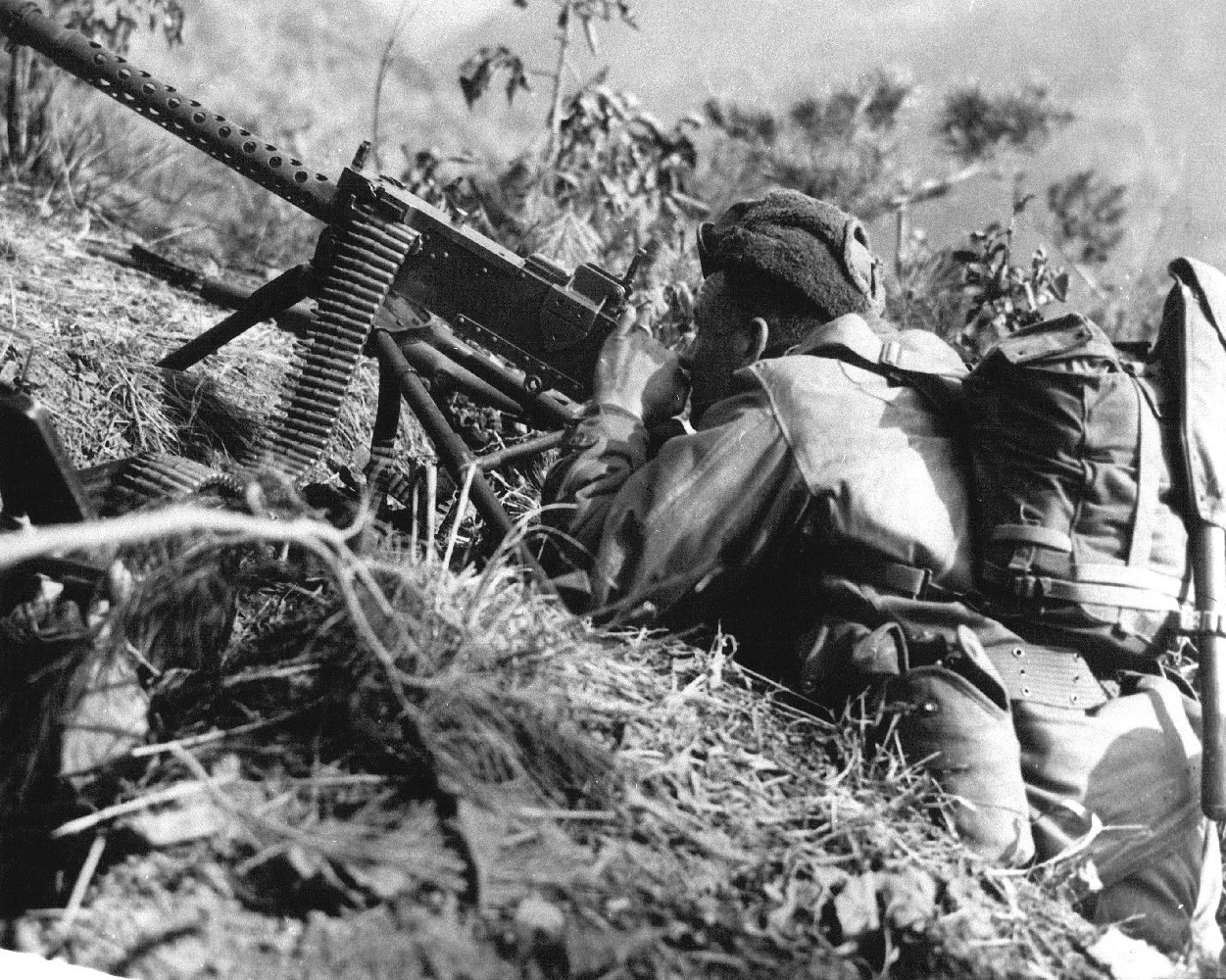
Um soldado americano armado com um a metralhadora M1919A4 na Coreia, 1953.

Como arma de apoio da companhia, o M1919 exigia uma tripulação de cinco homens: o líder do esquadrão; o artilheiro (quem disparou a arma, e quando avançava, carregava o tripé e a caixa de munição); o artilheiro assistente (que ajudou a alimentar a arma e a carregava, e uma caixa de peças de reposição e ferramentas); dois portadores de munição. A ideia original do M1919 era permitir que ele fosse mais facilmente embalado para transporte, e apresentava um cano leve e um bipé quando introduzido pela primeira vez como M1919A1. Infelizmente, rapidamente ficou claro que a arma era pesada demais para ser movida com facilidade e, ao mesmo tempo, leve demais para fogo contínuo. Isso levou ao M1919A2, que incluía um cano e um tripé mais pesados, e poderia ser continuamente disparada por períodos mais longos.
A Browning M1919 ou Calibre .30 é usado a cada três soldados em um grupo de batalhão de armas pesadas.
- Um soldado manuseia a Calibre .30.
- Outro com o tripé para a apoio da arma.
- E o outro ajuda com a munição.

## Usuários
- Argélia[carece de fontes?]
- Angola
- Argentina[5]
- Austrália[6]

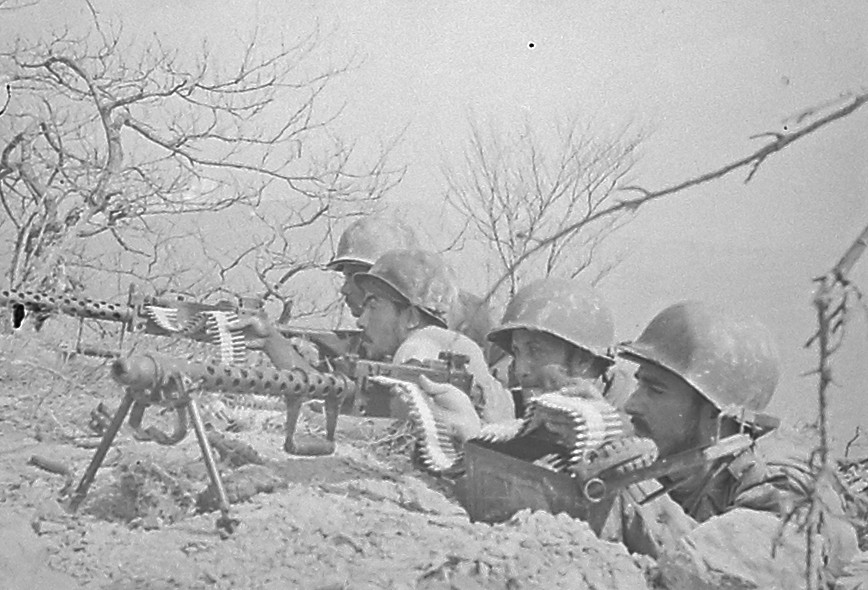
Duas metralhadoras M1919 em uso com pracinhas na Segunda Guerra Mundial.

- Áustria: 1.605 M1919A4s, conhecida como MG-A4. Usado na década de 1970.[7]
- Bangladesh[8]
- Burundi[9]
- Brasil
- Canadá[9]
- Chile[10]
- Colômbia[9]
- Costa Rica[9]
- Dinamarca[9]
- República Dominicana[9]
- El Salvador[9]
- França[11]
- Gabão[9]
- Grécia[9]
- Guatemala[9]
- Haiti[9]
- Irão[9]
- Irlanda[12]
- Israel[9][13]
- Itália[9]
- Coreia do Sul[9]
- Libéria[9]
- Luxemburgo
- Mauritânia[9]
- México[9]
- Panamá[9]
- Filipinas[14]
- Portugal[15]
- Rodésia[16]
- África do Sul[9][17]
- Espanha[9]
- República Popular da China[9]
- Tunísia[9]
- Reino Unido[18]
- Estados Unidos[19]
- Uruguai[9]
- Vietnã do Sul[9]